# Vályi Károly
Vályi Károly (Marosvásárhely, 1809 – Marosvásárhely, 1891. március 24.) marosvásárhelyi törvényszéki bíró, földbirtokos, a város postamestere, Bolyai Farkas tanítványa, Vályi Gábor és Vályi Gyula egyetemi tanárok apja.

## Életpályája
Apja Vályi Elek református pap, anyja Nemes Juliánna. Vályi Károly Bolyai Farkas tanítványa volt a marosvásárhelyi református kollégiumban. Neve szerepel Bolyai Farkas Tentamenjének előfizetői között. A gimnázium befejezte után a város postamesteri állását töltötte be. A postamesterséget anyjától örökölte. 1780 és 1880 között a házukban, a Fazekasok utcájában, a 864. szám alatt működött a postahivatal. Miután Vályi Károly  megszerezte a jogi végzettséget, törvényszéki bíró lett. Több éven át a marosvásárhelyi református egyházközség kurátora volt. Sok jótékonysági tevékenységben és polgári kezdeményezésben vett részt, a nemzetőrség megszervezésétől a takarékpénztár létrehozásig.
Vályi Károly felesége Dósa Rákhel (1815–1884) volt, hat gyermekük született: Gábor (1844–1926), Nina (1845–?), Károly (1849–1868), Róza (1851–1901), Klára (1853–1858?) és Gyula (1855–1913). Dósa Rákhel Dózsa György parasztvezér nagybátyjának kilencedrendű leszármazottja.

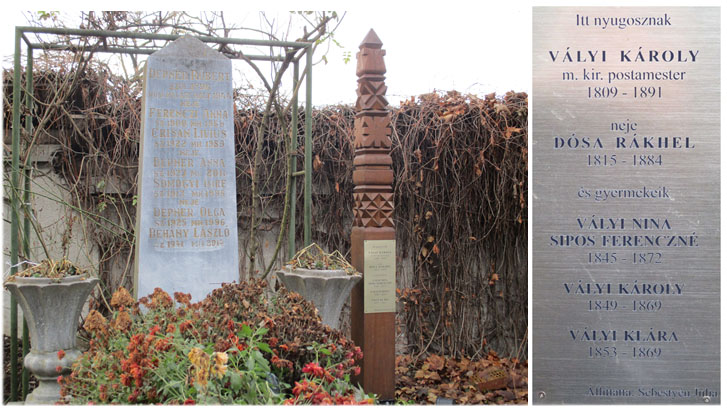
Kopjafa Vályi Károly sírján a marosvásárhelyi református temetőben

## Emlékezete
2018. október 20-án a marosvásárhelyi Vályi Gyula Matematika Társaság kezdeményezésére Vályi Károly református temetőbeli sírjánál egy, Stupár Attila által készített kopjafát állítottak.